# Sumbawanga (Distrikt)
Sumbawanga (auch Sumbawanga DC genannt) ist einer von vier Distrikten der Region Rukwa im Westen von Tansania. Das Verwaltungszentrum liegt in der gleichnamigen Stadt Sumbawanga. Der Distrikt grenzt im Norden und im Osten an die Region Katavi, im Südosten an die Region Mbeya, im Südwesten an den Distrikt Kalambo, im Westen an den Distrikt Sumbawanga (MC) und im Nordwesten an den Distrikt Nkasi.

## Geographie
Sumbawanga hat eine Größe von 8871 Quadratkilometern und 494.330 Einwohner (Volkszählung 2022). Topologisch besteht der Distrikt aus einem schmalen Küstenstreifen am Rukwasee und dem südlichen Anteil am Ufipa-Plateau. Der Rukwasee im Osten liegt in einer Höhe von 800 Meter über dem Meer. Von diesem steigt das Land auf über 2000 Meter steil an. Entwässert wird das Gebiet in den Rukwasee, der größte Fluss ist der Mambo, der die Südost-Grenze bildet. Das Klima ist größtenteils gemäßigt warm, Cwb nach der effektiven Klimaklassifikation. Die Niederschläge von rund 1000 Millimeter im Jahr fallen größtenteils in den Monaten November bis April, von Juni bis September regnet es kaum. Die Durchschnittstemperatur liegt bei 19 Grad Celsius.

## Geschichte
Der Distrikt wurde im Jahr 1984 gegründet.

## Verwaltungsgliederung
In Sumbawanga gibt es einen Wahlkreis (Jimba) mit dem Namen Kwela und 27 Bezirke (Kata):
- Mfinga
- Muze
- Mtowisa
- Milepa
- Sandulula
- Kaengesa
- Mpui
- Msanda Muungano
- Ilemba
- Kipeta
- Kaoze
- Miangalua
- Kalambanzite
- Lusaka
- Laela
- Ikozi
- Kalumbaleza
- Kanda
- Kapenta
- Kasanzama
- Kilangawana
- Lyangalile
- Mnokola
- Mpwapwa
- Mwadui
- Nankanga
- Zimba

## Bevölkerung
| Die Bevölkerungszahl des Distrikts Sumbawanga betrug 238.953 bei der Volkszählung 1988. Sie stieg auf 305.846 im Jahr 2012. Für das Jahr 2016 wurden 347.684 Einwohner geschätzt. Im Jahr 2022 lebten 494.330 Menschen in 105.551 Haushalten. Im Jahr 2012 konnten 61 Prozent der Über-Fünfzehnjährigen Lesen und Schreiben. Die nebenstehende Grafik zeigt einen Vergleich des Distriktes Sumbawanga (DC) mit dem Stadt-Distrikt Sumbawanga (MC) | Hier fehlt eine Grafik, die leider im Moment aus technischen Gründen nicht angezeigt werden kann. Wir arbeiten daran! |

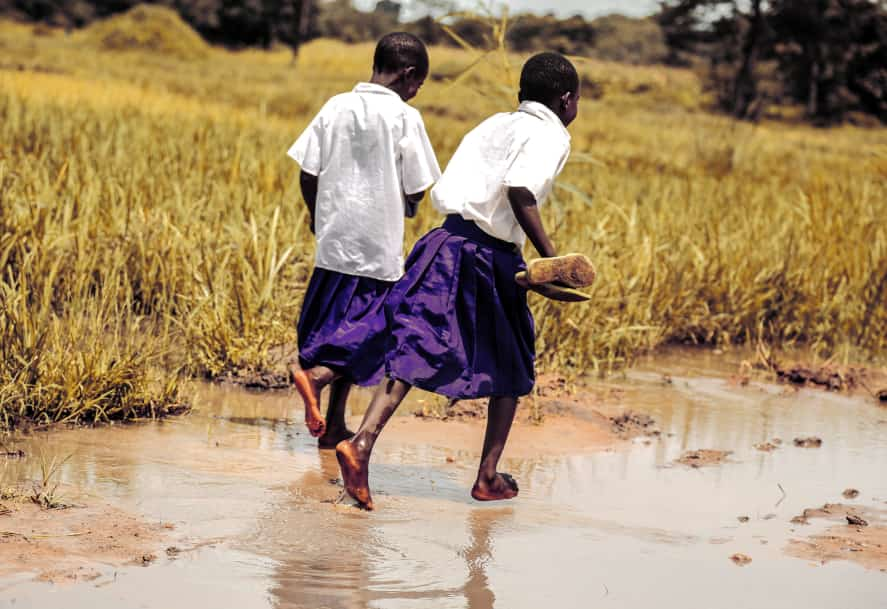
Mädchen auf dem Weg zur Schule

## Einrichtungen und Dienstleistungen
- Bildung: Die Grundschulen leiden unter Lehrermangel, zu wenigen Klassenzimmern und fehlender Ausstattung (Stand 2015).[10]

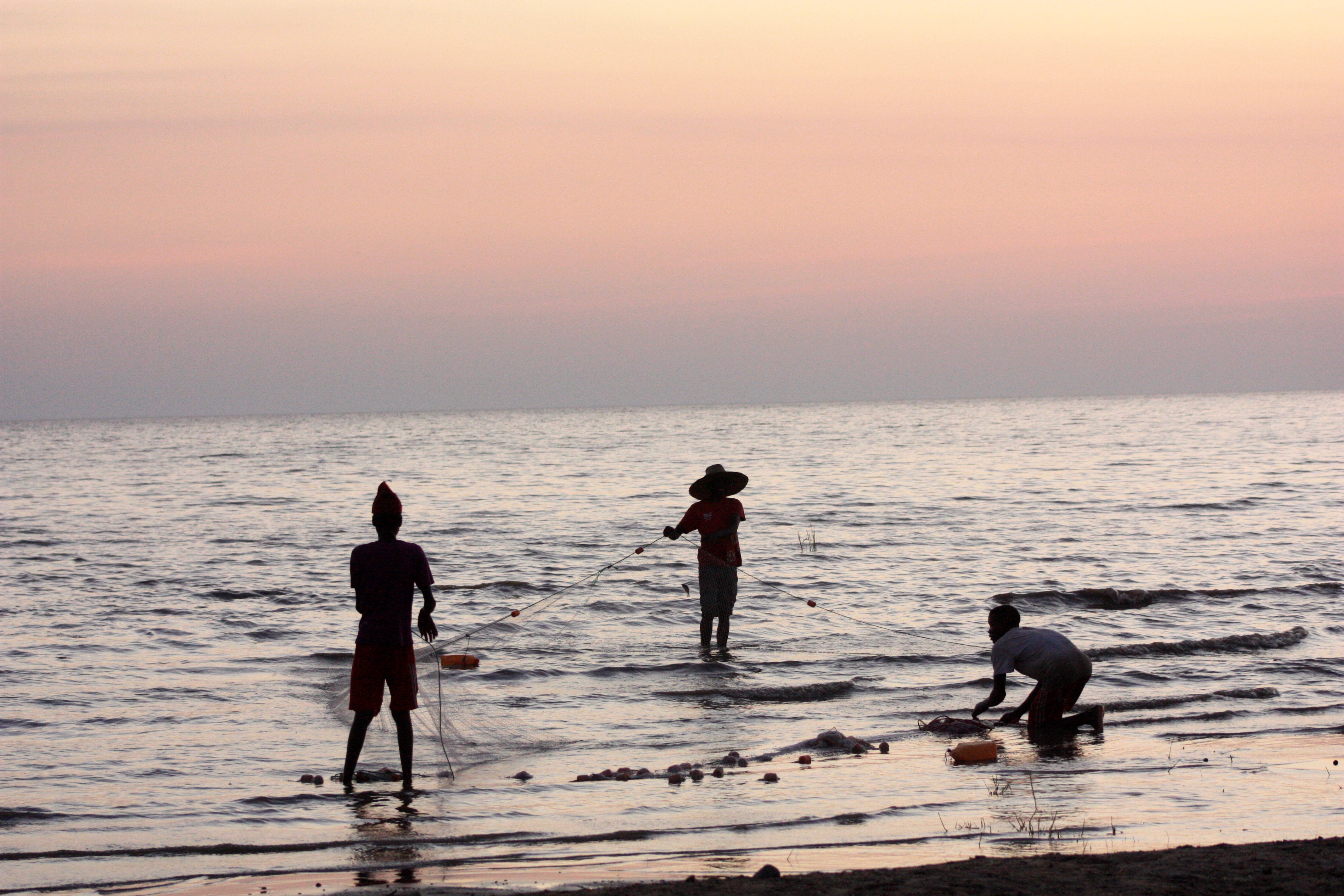
Fischer am Rukwasee

## Wirtschaft und Infrastruktur
- Landwirtschaft: Im Distrikt leben neunzig Prozent der Bevölkerung von der Landwirtschaft. Die wichtigsten Anbauprodukte sind Mais, Reis, Bohnen, Erdnüsse, Hirse, Maniok und Sonnenblumen.[4] Von den 100.000 Haushalten im Distrikt hielt im Jahr 2012 fast die Hälfte Nutztiere, überwiegend Geflügel, Rinder und Ziegen.[11]
- Fischerei: Rund 9 Prozent der Bevölkerung besitzen auch ein Einkommen durch den Fischfang im Rukwasee.[12]
- Straßen: Die wichtigsten Straßenverbindungen im Distrikt sind die Nationalstraße T9, die von Tunduma im Südosten nach Mpanda im Norden führt und die Nationalstraße T20 die in der Stadt Sumbawanga nach Sambia im Süden abzweigt.[13]

## Sehenswürdigkeiten
- Rukwasee: Der Distrikt hat Anteil am 2600 Quadratkilometer großen abflusslosen Rukwasee, der eine durchschnittliche Tiefe von nur drei Metern hat.[14]

## Politik
Im Distrikt wird alle 5 Jahre ein Distriktrat (District council) gewählt. Im Jahr 2019 wurde Kalolo Ntila Vorsitzender des Distriktrats.